# Cupra Tavascan Concept
La Cupra Tavascan Concept est un concept car de SUV sportif 100 % électrique du constructeur automobile espagnol Cupra présenté en 2019. Il préfigure le SUV Tavascan de série dans la gamme de Cupra commercialisé à partir de 2023.

## Présentation
Le Cupra Tavascan Concept est dévoilé le 4 septembre 2019 au salon de Francfort 2019.
Le nom de ce SUV est inspiré de la station de sports d'hiver de Tavascan située dans les Pyrénées catalanes.

## Caractéristiques techniques

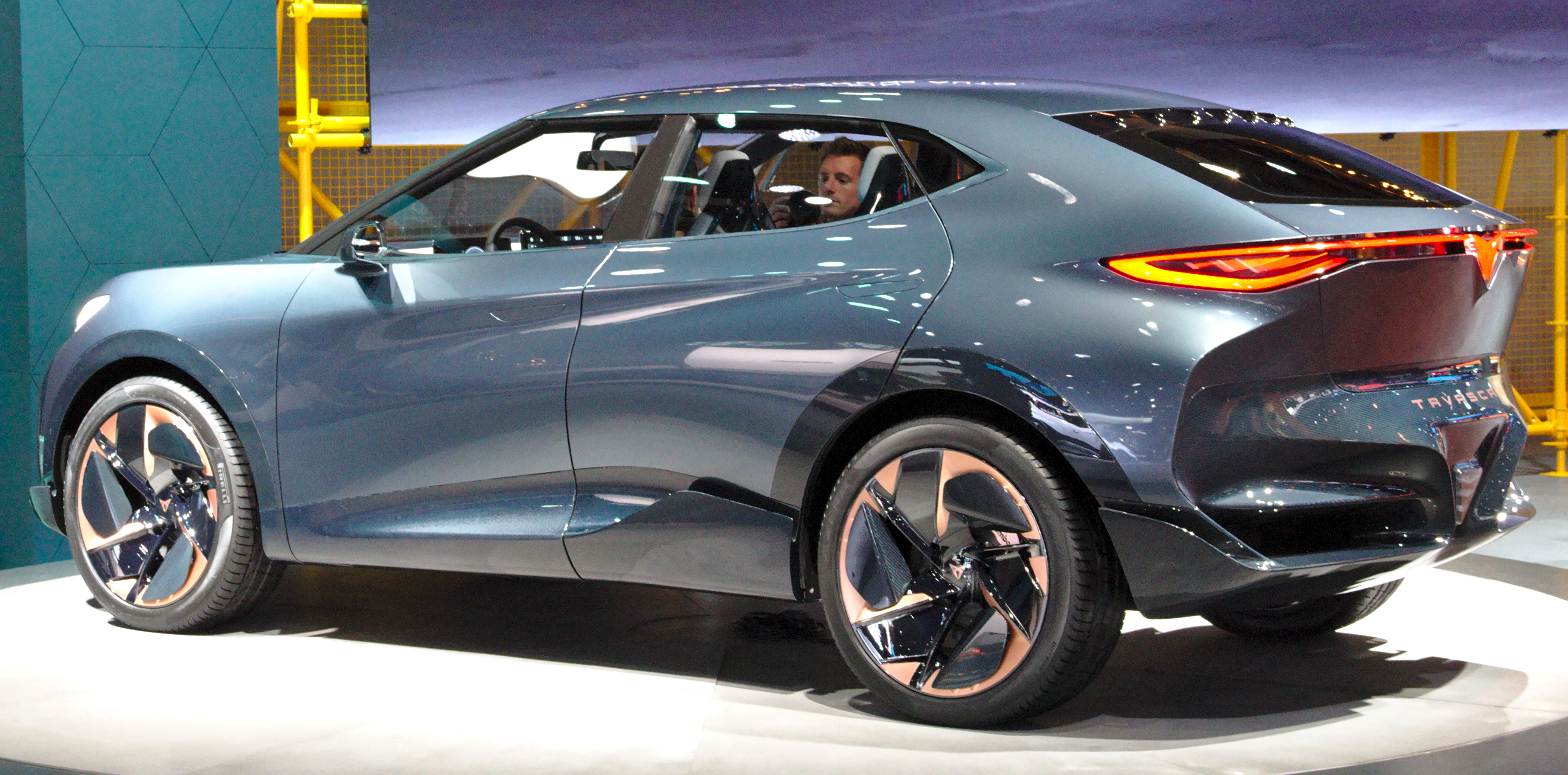
Cupra Tavascan

Le Tavascan repose sur la plateforme technique MEB conçue pour les véhicules électriques du Groupe Volkswagen, dont la Volkswagen ID.3 est le premier opus de série à l'utiliser.

### Motorisation
Le SUV reçoit deux électromoteurs, placés sur les essieux, permettant d'obtenir une transmission intégrale et fournissant une puissance cumulée de 225 kW (306 ch).

### Batterie
La batterie du Tavascan a une capacité de 77 kWh procurant une autonomie de 450 km.